# Tomasz Turski
Tomasz Turski herbu Rogala – chorąży większy łęczycki w latach 1784–1793, chorąży mniejszy łęczycki w latach 1767–1784, rzekomy łowczy brzeziński w 1767 roku, poseł na sejm 1767 roku z województwa łęczyckiego.

## Życiorys
Był członkiem konfederacji generalnej 1764 roku. W załączniku do depeszy z 2 października 1767 roku do prezydenta Kolegium Spraw Zagranicznych Imperium Rosyjskiego Nikity Panina, poseł rosyjski Nikołaj Repnin określił go jako posła właściwego dla realizacji rosyjskich planów na sejmie 1767. Poseł na sejm 1768 roku z województwa łęczyckiego. 